# Оривит
Оривит (нем. Orivit of Cologne — Оривит из Кёльна) — немецкая промышленная компания, просуществовавшая с 1895 по 1905 гг. и известная своими изделиями из сплавов олова и серебра в стиле ар-нуво.

## Развитие прикладного искусства на рубеже XIX—XX веков
Промышленная революция сделала процесс изготовления предметов обихода лишённым творчества. Первым восстал против такого бездуховного подхода к изготовлению домашней утвари англичанин Уильям Моррис, провозгласив примат человеческого творчества над бездушной машинной работой и разработав стиль, получивший название «Движения искусств и ремёсел» (англ. Arts & craft movement).
На Европейском континенте, германский «новый стиль», родственный «ар-нуво», под названием «югендштиль» — нем. Jugendstil (по названию популярного дизайнерского журнала «Югенд» (нем. die Jugend), был, очевидно, менее обеспокоен художественной одухотворённостью каждого объекта. Германский югендштиль вместо этого углубился в фабричное производство и пошёл по пути разработки для промышленной массовой продукции новых форм цвета, материала, дизайна. На основании такого метода германские промышленники стали одними из первых, кто стал предлагать среднему классу изящные, высокохудожественные, но в то же время создаваемые в фабричных условиях растиражированные предметы обихода.
Образцы этого периода акцентируют внимание на красоте природы, прежде всего цветущих растений, а также на красоте женских форм. Также часто встречаются мотивы извилистых кривых («удар бича») или растительные кривые, взятые, например, от линий растущих «виноградных усиков».

## История фирмы Оривит
Немецкая фирма Orivit, основанная в 1895 году, выделяется в ряду прочих производителей своего времени тем, что за очень короткое время своего существования смогла создать так много характерных изделий в стиле ар-нуво, как никакая другая. Компания была основана Фердинандом Хобертом Шмитцем, который купил существующую ранее фирму бронзовых и металлических изделий неподалёку от Кёльна. В 1898 слово «Orivit» было зарегистрировано как торговая марка, означающая новую роскошную линию оловянной посуды. Изделия Оривит заслуженно получили признание, выиграв золотую медаль на знаменитой Всемирной выставке в Париже 1900 года. В том же году название фирмы Шмитца (Orivit of Cologne) было изменено на Orivit. Фирма использовала революционную технологию — «пресс Хубера», который гнул металл в любую, самую прихотливую, форму. Изделия Оривит производились как для торговли внутри Германии, так и за границей. В Англии и Америке Оривит продавался известной и престижной фирмой Liberty и изделия изготовленные на экспорт в эти страны помечались надписью «MADE IN GERMANY».
История компании Оривит, была недолгой, впрочем, как и самого стиля ар-нуво; в 1905 году фирма обанкротилась и была куплена большой фабрикой WMF, которая продолжает производить посеребрённые и серебряные изделия и поныне. Фабрика WMF продолжала производить изделия с маркировкой Orivit, возможно, рассматривая компанию как отдельный филиал или используя эту торговую марку на изделиях собственного дизайна. Управляющим компании в 1906 году был назначен Георг Фридрих Шмитт. Шмитт принёс много дизайнерских разработок от компании Orion (которой он управлял ранее и которая также была куплена фабрикой WMF), и поэтому одинаковые или очень похожие изделия могут быть отмаркированы штампами одной из этих двух фирм. Последнее известное изделие, выпущенное с маркой Orivit, датируется примерно 1925 годом.
Было бы слишком примитивным подходом свести все производимые фабрикой Оривит изделия к стилю югендштиль. Движение ар-нуво не было унитарным явлением, и хотя кажется очевидным, что художники, работающие во Франции, Германии, Америке и Великобритании, разделяли некоторую общую цель, стилистические различия также часто очевидны. Маркировка Orivit как фирмы, существующей в период господства ар-нуво, не означает автоматически, что все производимые изделия были изготовлены в этом стиле. Хотя много изделий Оривит являются исключительными примерами ар-нуво (югендштиля), так как значительное число изделий было спроектировано до 1905 года, однако фактически творческий процесс продолжался созданием новых элементов дизайна, типичных для данного периода и позднее.

## Галерея

Изображения изделий
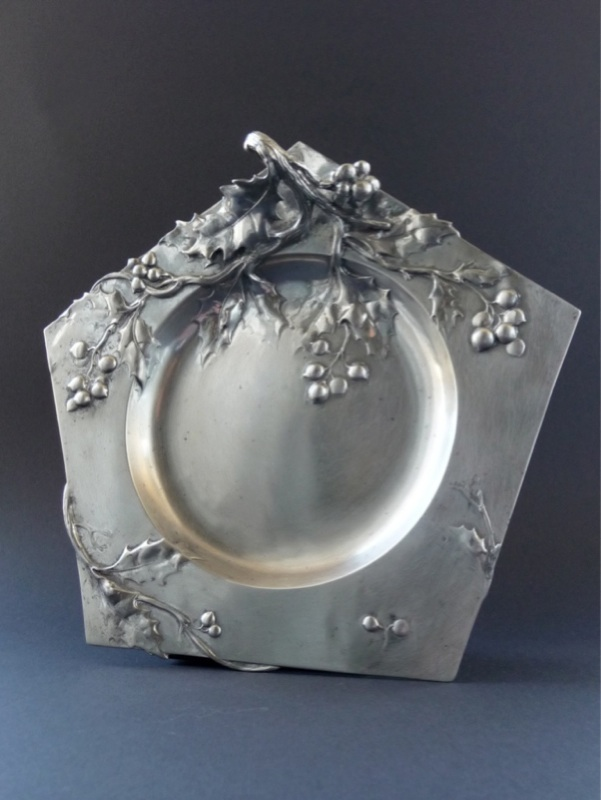
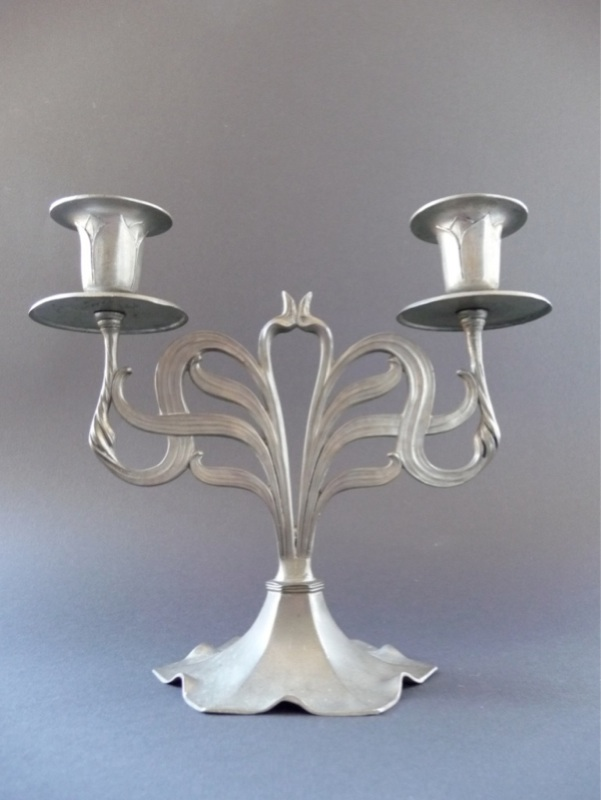
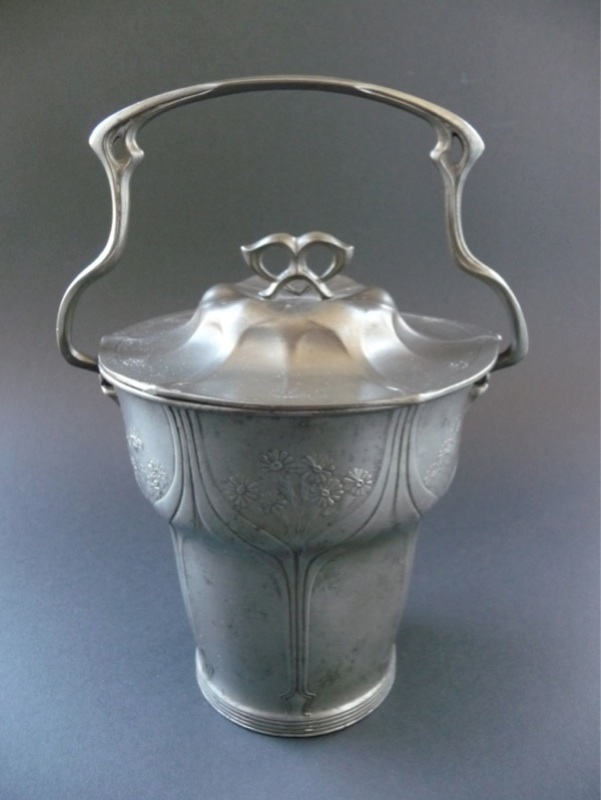
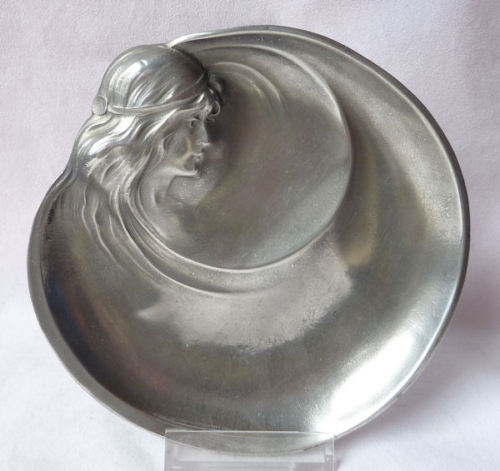